# Седьмой километр (рынок)

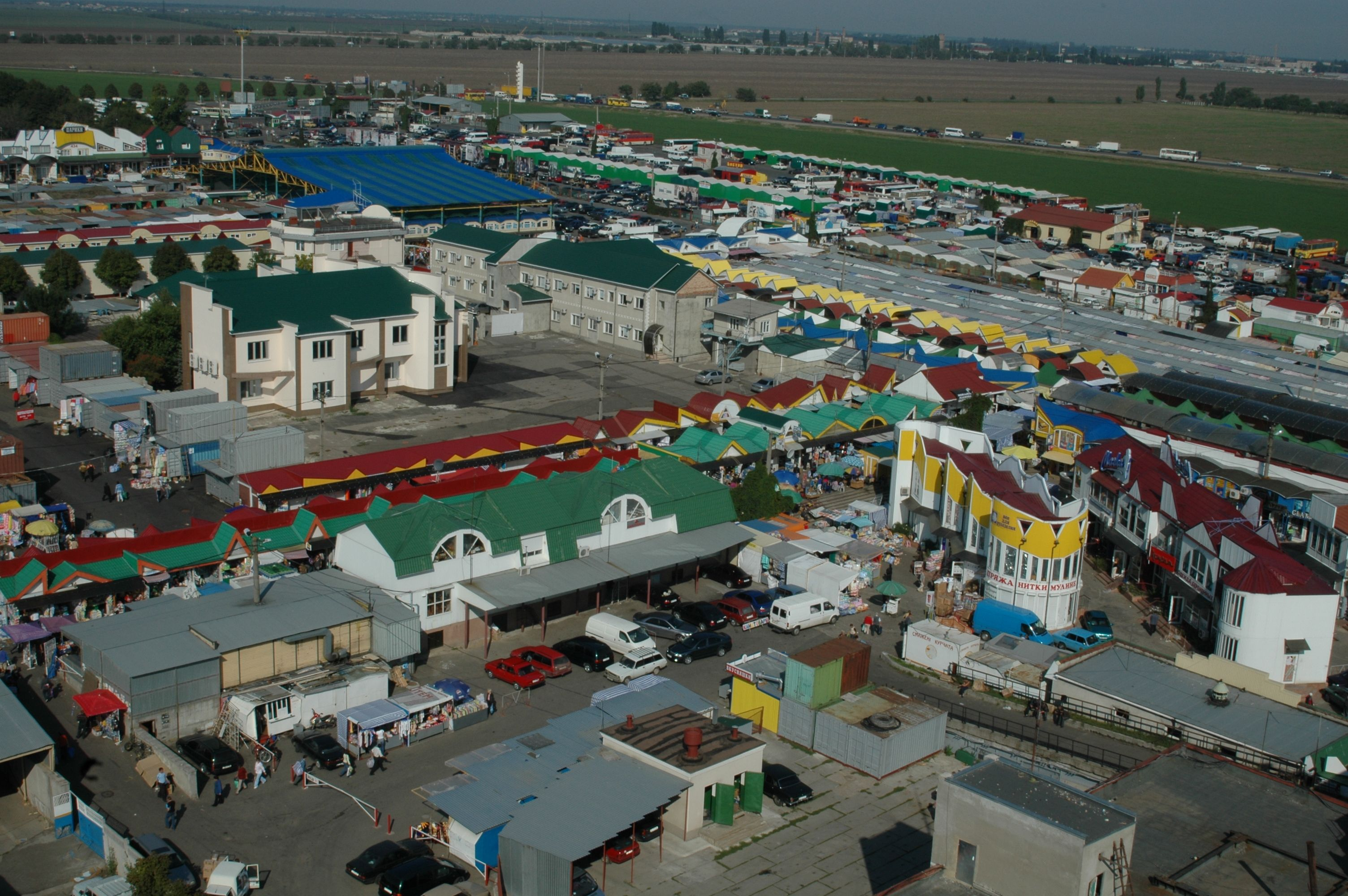
ООО «Промтоварный рынок»

Рынок «7-й километр» (официальное название — ООО «Промтоварный рынок») — крупнейший оптово-розничный рынок Европы. 
Расположен в Одесском районе Одесской области, недалеко от г. Одесса, на 7-м километре Овидиопольской дороги, откуда и неофициальное название.

## История
Промтоварный рынок был основан (получил официальное оформление) 19 декабря 1989 года. Он образовался на границе Одессы, на поле возле станции «7 км» Измаильского направления (сейчас называется Одесса-Западная). 
Первые предприниматели «7-го» поначалу торговали возле Староконного рынка, затем их выдворили за городскую черту Одессы. В поисках лучших условий, одесситы «добрели» до кукурузного поля и стали торговать на нем дефицитными в то время товарами. На «толчке», как тогда назвали рынок, можно было купить всё: от эксклюзивных джинсов, привезённых моряками из-за границы, до товаров широкого потребления, которых катастрофически не хватало в магазинах. 

Глава близлежащего совхоза «Авангард» Виктор Леонтьевич Добрянский, впоследствии — основатель и бессменный Президент Промтоварного рынка, посоветовавшись с руководством Овидиопольского района, принял решение, что людям необходимо выделить отдельное место для торговли. Для удобства и безопасности продавцов и покупателей, участок был огражден, потом — заасфальтирован. Затем было принято решение о сооружении металлических торговых столов и навесов — так возникла первая торговая площадь «7-го километра», в дальнейшем получившая название «Поле чудес». Позже знаменитый рынок стал обрастать торгово-складской инфраструктурой.
За четверть века «Седьмой километр» стал не просто крупнейшей торговой площадкой Европы, но и школой бизнеса для многих отечественных коммерсантов. Благодаря стараниям основателей, рынок во время распада СССР сначала дал возможность выжить и зарабатывать многим учителям, врачам, инженерам (в Одессе шутили, что на «7 км» можно устроиться исключительно с двумя высшими образованиями, не меньше) и постепенно превратился в настоящий торговый город, известный далеко за пределами Украины и СНГ.
«Седьмой километр» был первым официальным масштабным промтоварным рынком на просторах СССР, получившим официальный статус. Позже, уже после распада СССР, по его опыту образовывались другие рынки, такие, например, как «Черкизон» в Москве или «Барабан» в Харькове.

## Экономическое значение
Основан как открытый рынок в 1989 году. 
В 2006 году торговая площадь рынка «7-й километр» составляла 69 га; в 2013 — 75 га и ещё более 40 в собственности. 
Ранее торговые точки были расположены, в основном, в контейнерах, собранных в так называемые «контейнерные площадки», а также в разнообразных павильонах, магазинах и открытых торговых местах. В настоящее время наиболее востребованы так называемые «роллеты» (павильоны).
Промтоварный рынок — это фактически торговый город с собственной развитой инфраструктурой, — круглосуточной пожарной охраной, полицией и бесплатным медицинским обслуживанием. Ежедневно рынок посещают около 200 тысяч человек — это одесситы и гости города, а также посетители со всех уголков Украины и ближнего зарубежья. Для удобства посетителей предприятие обслуживает целую сеть (11) бесплатных туалетов.
В штате ООО «Промтоварный рынок» работает 1400 человек[уточнить], около 400 из которых — дворники. 
Средняя зарплата сотрудников предприятия составляет 5800 грн. При этом активно работает Профсоюз работников предприятия, который обеспечивает социальную защищённость сотрудников.
Проблемы, которые ежедневно решает администрация 7-го километра, такие же, как у мэрий городов: обеспечение водой, электричеством, охрана общественного порядка; работа транспорта, уборка территории в 75 гектаров, рабочие руки и многое другое.
На рынке работают более 10 тысяч предпринимателей, и в общей сложности — около 60 тысяч человек (это равно целому городу, такому как Измаил). 
На территории предприятия функционируют 15 тысяч торговых и складских объектов: магазины, павильоны, контейнеры, склады, кафе и закусочные, автостоянки. 
Ежедневно рынок посещают до 250 тысяч человек — одесситов, посетителей со всей Украины и ближнего зарубежья (интересно, что это практически равно населению всего Ивано-Франковска).
Если рассматривать занятость населения в экономике Украины (по видам деятельности), то люди, занятые в торговле, в 2013 году составили 18 % от всего работающего населения Украины, это третье место после сельского хозяйства и промышленности (причём, их количество практически равно этим 2-м группам, составляющим 23 и 20 %).
На сегодняшний день ООО «Промтоварный рынок» — лучший крупнейший налогоплательщик Украины 2012 года в своей сфере по данным налоговой и один из крупнейших работодателей Украины. Только само предприятие ООО «Промтоварный рынок» платит ежегодно около 120 миллионов грн. налогов, к этому добавляются и налоги, которые платят государству и предприниматели.
По итогам Всеукраинского рейтинга «Добросовестные налогоплательщики — 2012», ООО «Промтоварный рынок» признан лучшим крупным налогоплательщиком в сфере торговли и услуг Украины.. 

## Инфраструктура
- 20 тысяч торговых и складских объектов (магазины, павильоны, роллеты, контейнеры, склады);
- 8 автостоянок;
- автостанция;
- банк;
- гостиница;
- пожарная часть;
- 3 медпункта и скорая помощь;
- отделение полиции;
- лаборатория ветеринарно-санитарной экспертизы;
- продуктовый рынок;
- разветвленная сеть общественного питания.

Непосредственный штат предприятия — 1200 человек: охрана, администрация, обслуживающий персонал (из них 400 — уборщики).

## Транспортное сообщение
На Промтоварный рынок «7-й километр» организован въезд-выезд с 10 сторон по всему периметру торговой территории. Помимо частного автотранспорта, рынок ежедневно принимает автобусы и микроавтобусы с пассажирами из Одессы, других регионов Украины и стран СНГ. 
С автостанции «7 км» осуществляются транспортные городские и междугородние пассажирские перевозки, работают представительства крупных транспортных компаний, туристических агентств. Только из Одессы на рынок ежедневно отправляются около 30 постоянно действующих маршрутов общественного транспорта.

## Интересные факты
- ООО «Промтоварный рынок» «7-й километр» — крупнейший в Европе и Украине. Застроенная территория составляет 75 гектаров и ещё более 40 га в настоящее время осваиваются[3].
- Ежегодно предприятие перечисляет свыше 120 миллионов гривен налогов и сборов в бюджеты всех уровней.
- Ежедневно рынок посещают от 100 до 350 тысяч человек (жителей Украины и ближнего зарубежья), в зависимости от времени года и сезона.
- На крышах контейнерного комплекса Промтоварного рынка размещена самая большая реклама в мире. Общая площадь гигантской надписи «7 км» — около 73 тыс. квадратных метров. Размер букв — 135 метров, длина надписи — 405 метров в длину и 108 метров в ширину, на её создание было затрачено 13 тонн краски. Благодаря этому, надпись «7 км» видно из космоса:  спутниковый снимок одесского Промтоварного рынка сделан спутником 23 августа 2013 года (после чего он был получен корпорацией Google для обработки и программирования для внесения на «Виртуальный глобус». Также новое изображение появилось и на картах Викимапия - http://wikimapia.org/#lang=en&lat=46.438301&lon=30.645225&z=16&m=b); при помощи картографического сервиса Google Earth, её можно рассмотреть с высоты более чем 40 км, а из самолётов, пролетающих над территорией Украины, надпись видна очень отчетливо.
- Для удобства в навигации для посетителей рынка, улицы контейнерных торговых комплексов раскрашены в различные цвета.
- На рынке работают представители около 30 национальностей
- на рынке ежемесячно, тиражом 50 тысяч экземпляров, выпускается газета «Торговый город», которая распространяется среди предпринимателей и посетителей. В печатном издании освещаются новости рынка, законодательства, полезная и познавательная информация, сообщения об акциях и скидках.
- На рынке внедряется комплексная программа модернизации, которая предусматривает благоустройство торговых павильонов, сооружение навесов, создание оптимальных условия для продажи и покупки
- Промтоварный рынок взял под контроль численность бродячих животных на близлежащей территории. В рамках экологической кампании, основанной на принципах европейской практики гуманного подхода к ограничению популяции бездомных собак, сотни животных были отловлены, привиты, стерилизованы, маркированы специальными ошейниками и возвращены в среду обитания.

## Достижения и награды
ООО «Промтоварный рынок» — обладатель десятков различных наград, лидер множества рейтинговых списков.
По версии Украинского Национального бизнес-рейтинга, который составляется на основе объективных показателей финансово-экономической деятельности, в 2012 и 2013 году Промтоварный рынок был признан «Лидером отрасли» среди торговых предприятий страны.
По итогам Всеукраинского рейтинга «Добросовестные налогоплательщики — 2012», ООО «Промтоварный рынок» признан лучшим крупным налогоплательщиком в сфере торговли и услуг Украины.
В 2012 и 2013 году «Седьмой километр» стал лауреатом рейтинга «Народное признание». Предприятие было названо лучшим в номинации «Лидер в сфере предпринимательства» и «Лидер в сфере торговли», по мнению миллионной читательской аудитории известных украинских изданий — «Аргументы и Факты», «Комсомольская правда», «Теленеделя», «Наш город», «Фаворит удачи».
В ноябре 2013 года ООО «Промтоварный рынок» стал победителем в ежегодном конкурсе Одесской областной государственной администрации «Благотворитель года».

## Благотворительность
ООО «Промтоварный рынок» на постоянной основе оказывает поддержку школе-интернату для детей с недостатками в психофизическом развитии (г. Белгород-Днестровский), детскому отделению областной психиатрической больницы № 2; общественным организациям ветеранов и инвалидов Овидиопольского района Одесской области, выделяет адресную помощь детям-инвалидам, чернобыльцам, афганцам, помощь лечебным и социальным учреждениям региона. Ежегодно на благотворительные цели предприятие перечисляет не менее 2 миллионов гривен (около 250 тыс. долл. США).
В сентябре-октябре 2013 года администрация и предприниматели Промтоварного рынка передали 20 тонн гуманитарной помощи пострадавшим от сильнейшего наводнения жителям сел Тарутинского района Одесской области.